# Guerres confédérées irlandaises
Les guerres confédérées irlandaises, appelées parfois guerre de Onze Ans, furent menées en Irlande entre 1641 et 1653. Ces guerres furent le volet irlandais des guerres des Trois Royaumes, une série de guerres civiles qui se déroulèrent dans les royaumes d'Irlande, d'Angleterre et d'Écosse — tous trois dirigés par Charles Ier d'Angleterre —, qui inclurent  la guerre civile anglaise et la Guerre civile écossaise. La guerre civile en Irlande opposa essentiellement les Irlandais de confession catholique aux colons britanniques protestants et à leurs partisans d'Angleterre et d'Écosse.
La guerre en Irlande commença par la rébellion des Irlandais d'Ulster en octobre 1641, durant laquelle des milliers de colons protestants anglais et écossais furent tués. La rébellion gagna l'ensemble du pays, et pour organiser leur effort de guerre, les Irlandais catholiques fondèrent la Confédération irlandaise à Kilkenny en 1642. Cette confédération, constituant de fait un État indépendant, était une coalition de tous les composants de la société irlandaise catholique, tant gaélique que « vieux Anglais ». Les confédérés irlandais se déclarèrent du côté des Royalistes anglais pendant les guerres civiles qui suivirent, mais en réalité ils se battirent pour défendre en premier lieu les intérêts des catholiques Irlandais.
Les Confédérés gouvernèrent de fait l'Irlande comme un État souverain jusqu'en 1649, demeurant en apparence loyaux envers Charles Ier d'Angleterre. L'Irlande ne connut de nouveau une telle assemblée qu'en 1919, lorsque le Dáil irlandais siégea pour la première fois. De 1641 à 1649, les Confédérés se battirent en Irlande contre les Covenanters écossais et les Parlementaires anglais. Ils s'allièrent de façon assez libre avec les Royalistes anglais, mais ils se divisèrent sur la question de savoir s'il fallait envoyer à ceux-ci une aide militaire pendant la guerre civile anglaise. Finalement ils y renoncèrent, mais ils montèrent par contre une expédition pour soutenir les royalistes écossais, ce qui déclencha la guerre civile dans ce pays. Les guerres s'achevèrent par la défaite des Confédérés. Ils furent écrasés, ainsi que leurs alliés royalistes, par la New Model Army dirigée par Cromwell, lors de sa reconquête de l'Irlande entre 1649 et 1653. Ces guerres provoquèrent en Irlande d'importantes pertes en vies humaines, comparables seulement, dans l'histoire de ce pays, avec celles de la Grande Famine de 1840. Elles virent également la confiscation massive des terres possédées par les Irlandais catholiques.

## Complot d'octobre 1641
La rébellion irlandaise de 1641 devait être une prise de pouvoir rapide et pratiquement sans effusion de sang, menée par un petit groupe de conspirateurs ayant à leur tête Felim O'Neill (en). De petits groupes réunissant des parents et affiliés des comploteurs furent mobilisés à Dublin, Wicklow et en Ulster pour s'emparer des bâtiments stratégiques, comme le château de Dublin. Comme il n'y avait qu'un petit nombre de soldats anglais stationnés en Irlande, cette entreprise avait des chances raisonnables de réussir. Si cela avait abouti, les garnisons anglaises restantes se seraient rendues, laissant les Irlandais catholiques en position de force pour négocier leurs demandes de réformes civiles, de tolérance religieuse et d'un gouvernement par les Irlandais eux-mêmes. Mais le complot fut dénoncé à la dernière minute, ce qui fit que la rébellion dégénéra en violence anarchique. Le déclenchement des hostilités transforma la haine accumulée de la population irlandaise catholique envers les colons protestants en violence physique.

## Rébellion (1641 – 1642)
De 1641 au début de 1642, les combats en Irlande étaient le fait de seigneurs locaux levant de petits groupes dans la population environnante, pour attaquer des civils de religion ou d'ethnie opposées. Au début, et particulièrement en Ulster, les bandes irlandaises catholiques profitèrent de la disparition de l'ordre public pour régler des comptes avec les colons protestants, qui s'étaient emparés de terres irlandaises lors des plantations en Irlande. La petite noblesse irlandaise catholique forma tout d'abord des milices pour essayer de contenir la violence, mais lorsque, peu après, il devint évident que le gouvernement de Dublin avait l'intention de punir l'ensemble des Catholiques pour cette révolte, elle participa aux attaques contre les Protestants et se battit contre les troupes anglaises envoyées pour réprimer la rébellion. Dans les zones où étaient concentrés les colons britanniques, comme autour de Cork, de Dublin, de Carrickfergus et de Derry, ceux-ci formèrent leurs propres milices d'autodéfense, et ils parvinrent à maintenir à distance les forces rebelles. Pendant cette phase de la guerre, les deux partis firent preuve de la même cruauté extrême. La captivité, puis le massacre des habitants protestants de Portadown sur le pont de la ville en sont un exemple connu. Environ 4 000 protestants furent massacrés, et probablement 12 000 autres moururent de privations après avoir été chassés de chez eux. Les colons, ainsi que le gouvernement de Dublin, rendirent la pareille lors d'attaques de la population civile irlandaise. Des massacres de civils catholiques se produisirent dans les bois de Kilwarlin, dans l'île de Rathlin et ailleurs. De plus le parlement anglais passa une Ordinance of no quarter à l'encontre des rebelles irlandais, ordonnant que les prisonniers seraient tués au moment de leur capture. Les rebelles d'Ulster battirent les forces gouvernementales à la bataille de Julianstown, mais ne purent prendre la ville voisine de Drogheda et furent mis en déroute lorsqu'ils s'avancèrent sur Dublin.
Au début de 1642, les forces rebelles étaient concentrées principalement en quatre points :
- en Ulster, commandées par Felim O'Neill (en)
- dans le Pale, autour de Dublin, menées par le vicomte Gormanstown
- dans le sud-ouest, conduites par la famille Butler, en particulier Lord Mountgarret
- dans le sud-est, sous les ordres de Donagh MacCarthy, vicomte de Muskerry

## Guerre des Confédérés (1642-1648)

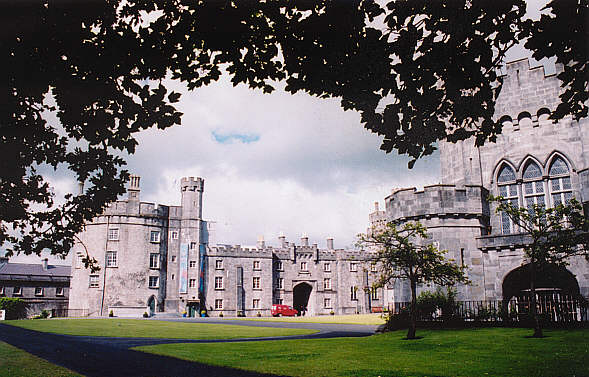
Château de Kilkenny, où se réunissait l'Assemblée générale des Confédérés.

En 1642, le roi Charles Ier d'Angleterre envoya en Irlande une importante armée pour réprimer la rébellion, comme le firent les Covenanters écossais. L'armée écossaise rejeta rapidement les rebelles irlandais hors d'Ulster, et les forces anglaises les chassèrent des environs de Dublin. En manière d'autodéfense, les Irlandais catholiques formèrent leur propre gouvernement, la Confédération irlandaise, siégeant dans leur capitale, Kilkenny, et levèrent leurs propres armées. Les Confédérés tenaient également d'importantes villes portuaires, comme Waterford et Wexford, ce qui leur permettait de recevoir de l'aide de nations catholiques européennes. Presque tous les Irlandais catholiques se joignirent à la Confédération, à part l'étrange exception du comte de Clanricarde, qui resta neutre. Les Confédérés ne disposaient que des milices et des troupes privées des seigneurs, commandées par des aristocrates amateurs, comme Lord Mountgarret. Ceux-ci furent défaits dans une série d'affrontements avec les troupes écossaise et anglaise, lors des batailles de Liscarroll (en), de Kilrush (en), de New Ross (en) et de Glenmaquinn.
Ils furent néanmoins sauvés d'une défaite totale par le déclenchement de la guerre civile anglaise. La plupart des troupes anglaises en Irlande furent rappelées en Angleterre pour se battre du côté des Royalistes. Les Confédérés balayèrent alors les garnisons restantes à l'intérieur de leur territoire, laissant seulement l'Ulster, Dublin et Cork aux mains des Écossais et des Anglais. Garret Barry, un mercenaire irlandais rentré au pays, prit Limerick en 1642, tandis que la population de Galway força la garnison anglaise de cette ville à se rendre. La garnison de Cork, commandée par Murrough O'Brien, 1er comte d'Inchiquin, prit le parti des Parlementaires, ainsi que l'armée des colons protestants autour de Derry, alors que les troupes de la côte est de l'Irlande, commandée par James Butler, 1er duc d'Ormonde se rangèrent dans le parti du roi. L'armée écossaise des Covenanters, basée autour de Carrickfergus, suivit la ligne politique du gouvernement écossais d'Édimbourg, qui demeura l'allié du Parlement anglais jusqu'en 1647.

## Impasse
Ceci donna aux Confédérés le moment de répit dont ils avaient besoin pour créer des armées régulières, composées de soldats de métier. Ils y parvinrent en mettant en place un vaste système de taxation, s'étendant sur tout le pays et centré sur Kilkenny, leur capitale. Ils reçurent également de modestes subsides en armes et en argent venant de France, d'Espagne et de la Papauté. Les armées des Confédérés étaient commandées principalement par des militaires irlandais professionnels, tels que Thomas Preston, 1er vicomte de Tara ou Owen Roe O'Neill, qui avait servi dans l'armée espagnole lors de la Guerre de Quatre-Vingts Ans et de la Guerre de Trente Ans. Au total, sur l'ensemble de leurs armées, les Confédérés parvinrent à mettre sur pied environ 60 000 hommes pendant la durée de la guerre. Il est possible que les Confédérés aient laissé passer là l'occasion, offerte à eux par la guerre civile anglaise, de reconquérir l'ensemble de leur pays. Ils signèrent une trêve avec les Royalistes en 1643, et passèrent les trois années suivantes en d'infructueuses négociations avec eux. Il fallut attendre 1646 pour les voir lancer une offensive véritable sur les enclaves protestantes d'Irlande. Entre 1642 et 1646, la guerre en Irlande se réduisait à des raids et à des escarmouches. Des deux côtés, on essayait d'affamer l'ennemi en brûlant ses récoltes et en détruisant ses réserves. Ce type de combat causa d'importantes pertes en vies humaines, particulièrement parmi les civils, mais aucune bataille décisive n'eut lieu entre 1643 et 1646. Les Confédérés montèrent bien, en 1644, une expédition contre les Écossais en Ulster, mais ils n'arrivèrent pas à s'emparer d'une portion significative de leur territoire. Leur seul succès pendant cette période fut le siège réussi de Duncannon en 1645.

## Réfugiés
Les premières années de la guerre virent de vastes déplacements de population civile, les deux partis pratiquant ce que l'on appelle aujourd'hui un nettoyage ethnique. Dans la phase initiale de la rébellion, en 1641, la population vulnérable des colons protestants se réfugia dans les villes fortifiées, comme Dublin, Cork et Derry. D'autres fuirent en Angleterre. Quand les troupes écossaises des Covenanters occupèrent l'Ulster en 1642, ils vengèrent les attaques des colons protestants par des attaques de la population civile irlandaise catholique. On a estimé qu'à cause de cela jusqu'à 30 000 personnes quittèrent l'Ulster en 1642, pour se réfugier dans des territoires tenus par les Confédérés. Beaucoup d'entre eux suivirent l'armée d'Ulster de Owen Roe O'Neill, vivant dans des groupes appelés "creaghts", basés sur les clans, et faisant paître leurs troupeaux autour de l'armée. En dehors de l'Ulster, le traitement des civils fut moins rude, bien que les "no-mans-land" situés entre les territoires tenus par les Confédérés et les Britanniques dans le Leinster et le Munster fussent régulièrement pillés et brûlés, entraînant leur dépeuplement.

## Victoire puis défaite des Confédérés

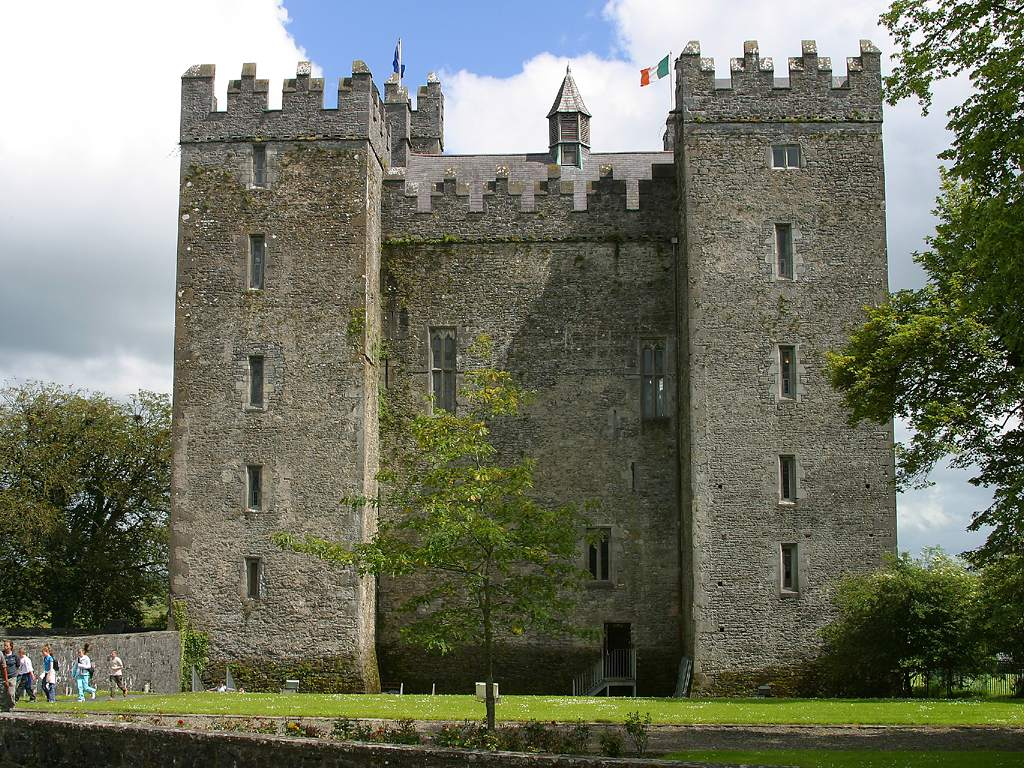
Château de Bunratty assiégé et pris aux forces parlementaires par les Confédérés en 1646

Cette situation sans issue s'acheva avec la fin de la première guerre civile anglaise en 1646. Les Confédérés abandonnèrent les négociations avec les Royalistes battus, et tentèrent de reprendre la totalité de l'Irlande avant que le parlement anglais pût lancer une invasion du pays. Leur confiance fut renforcée par l'arrivée en Irlande du nonce apostolique, Giovanni Battista Rinuccini, qui amenait avec lui de grandes quantités d'armes et d'argent. Ils réussirent à s'emparer d'une place forte parlementaire, le château de Bunratty dans le comté de Clare, à écraser l'armée écossaise des Covenanters à la bataille de Benburb, et à prendre la ville de Sligo. Un peu plus tard cette même année, les armées des Confédérés d'Ulster et de Leinster, sous les ordres de Owen Roe O'Neill et de Thomas Preston, soit un total de 18 000 hommes, firent le siège de Dublin, tentant de prendre la ville tenue par les garnisons royalistes fidèles à Ormonde. Mais Ormonde avait pris soin de dévaster toute la campagne autour de la capitale, privant de nourriture les troupes confédérées, qui durent se résoudre à lever le siège. Les Confédérés connurent là leur apogée. Ormonde, qui déclara qu'il préférait les rebelles anglais aux rebelles irlandais, livra Dublin à Michael Jones, commandant des forces parlementaires arrivant d'Angleterre. D'autres renforts parlementaires furent envoyés à Cork dans le sud de l'Irlande.
En 1647, les forces parlementaires infligèrent une série d'écrasantes défaites aux Confédérés, les forçant au bout du compte à se joindre à une coalition royaliste afin de tenter de repousser l'invasion parlementaire. Tout d'abord, en 1647, l'armée de Thomas Preston fut anéantie par l'armée de Michael Jones, lorsqu'elle tenta de marcher sur Dublin. Elle était l'armée des Confédérés la mieux entraînée et la mieux équipée, et la perte de ces hommes et de ce matériel porta un coup sévère aux Confédérés. Ensuite les Parlementaires de Cork dévastèrent le territoire des Confédérés dans le Munster, provoquant la famine de la population civile. Quand l'armée irlandaise du Munster les affronta à la bataille de Knocknanuss, elle fut également écrasée. Sligo, capturée par l'armée des colons britanniques d'Ulster changea de mains aussi. Il faut souligner que dans cette phase de la guerre, les combats étaient particulièrement sanglants, les perdants ayant jusqu'à la moitié de leurs hommes tués. Cette succession de défaites força les Confédérés à conclure un accord avec les Royalistes, et à placer leurs troupes sous leur commandement. Ceci provoqua dans leurs rangs des combats entre factions, tandis que la Confédération prononçait sa dissolution en 1648, reconnaissant James Butler, 1er duc d'Ormonde comme le commandant en chef de la coalition royaliste en Irlande. Inchiquinn, le commandant parlementaire de Cork passa aussi dans le camp royaliste après l'arrestation de Charles I.
Ce traité signé avec les Royalistes divisa profondément les Confédérés. Giovanni Battista Rinuccini, le nonce apostolique tenta d'excommunier tous ceux qui acceptaient cet accord. Ce qui était particulièrement irritant pour lui était l'alliance avec Inchiquinn, qui avait fait massacrer des civils catholiques et des membres du clergé en Munster. Il y eut une brève période de guerre civile en 1648 avec l'armée d'Ulster de Owen Roe O'Neill, qui refusait l'alliance avec les Royalistes et la coalition Confédérés-Royalistes.

## La guerre cromwellienne (1649-1653)

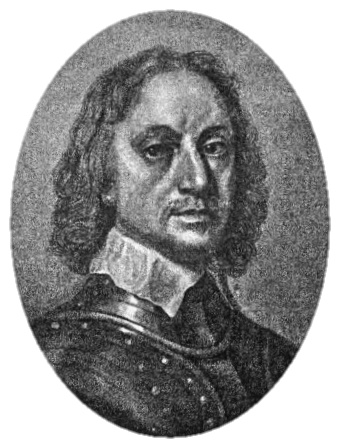
Oliver Cromwell, qui débarqua en Irlande en 1649 afin de reconquérir le pays au nom du Parlement anglais. Il s'en alla en 1650, après avoir pris l'est et le sud de l'Irlande, et passa le commandement à Henry Ireton.

La coalition Confédérés-Royalistes perdit de précieux mois en combats avec Owen Roe O'Neill et d'autres anciens Confédérés, alors qu'elle aurait dû se préparer à résister à l'invasion imminente de l'Irlande par les Parlementaires. O'Neill finit par rejoindre le parti des Confédérés. Tardivement, en août 1649, Ormonde tenta de prendre Dublin aux Parlementaires, mais il fut mis en déroute par Michael Jones à la bataille de Rathmines. Oliver Cromwell débarqua peu de temps après avec la New Model Army. Là où les Confédérés n'avaient pas réussi à défaire leurs ennemis en huit années de guerre, Cromwell parvint en trois ans à conquérir l'ensemble du pays, car ses troupes étaient régulièrement approvisionnées, bien équipées (en particulier en artillerie) et bien entraînées. De plus, il disposait d'énormes moyens en hommes, en argent et en logistique pour mener sa campagne.

## La conquête cromwellienne
Sa première action fut de sécuriser la côte est de l'Irlande, afin de permettre l'arrivée des hommes et de la logistique venant d'Angleterre. Pour cela, il prit Drogheda et Wexford, massacrant les défenseurs de ces deux villes. Il envoya également une force vers le nord, afin d'opérer la jonction avec l'armée des colons britanniques qui s'y trouvait. Les colons qui soutenaient les écossais et les Royalistes furent défaits par les Parlementaires à la bataille de Lisnagarvey (en).
Ormonde fut manifestement incapable d'organiser la défense militaire du sud de l'île. Il fonda son système de défense sur un cordon de villes fortifiées, que Cromwell prit systématiquement les unes après les autres, grâce à son importante artillerie de siège. De leur côté, les armées royalistes et irlandaises ne tinrent aucune ligne de défense stratégique, et furent plutôt démoralisées par cette avalanche de défaites et de retraites. Il n'y eut qu'au siège de Clonmel que Cromwell subit des pertes significatives (encore que la maladie fut responsable d'une bonne part des victimes). Toutefois ces pertes furent compensées par la défection de la garnison royaliste de Cork qui avait été Parlementaire jusqu'en 1648, et qui revint dans son camp initial. Cromwell rentra en Angleterre en 1650, passant le commandement à Henry Ireton.
Dans le nord, l'armée des parlementaires et des colons affronta l'armée irlandaise d'Ulster à la bataille de Scarrifholis (en), et la détruisit. Ormonde fut discrédité et il s'enfuit en France. Il fut remplacé par Ulick Burke, comte de Clanricarde. En 1651, le reste des forces royalistes-irlandaises étaient cernées dans la région à l'ouest de la rivière Shannon, tenant seulement les villes fortifiées de Limerick et de Galway, et dans une enclave du comté de Kerry, sous les ordres de Donagh MacCarthy, vicomte de Muskerry. Ireton fit le siège de Limerick, pendant que l'armée parlementaire du nord, sous les ordres de Charles Coote, assiégeait Galway. Muskerry, marchant vers le nord depuis Kerry, essaya bien de libérer Limerick, mais il fut mis en déroute par Roger Boyle à la bataille de Knocknaclashy (en). Limerick et Galway étaient trop bien défendues pour qu'elles pussent être prises de force, mais elles furent bloquées jusqu'à ce que la faim et la maladie les forcèrent à se rendre, Limerick en 1651 et Galway en 1652. Waterford et Duncannon se rendirent aussi en 1651.

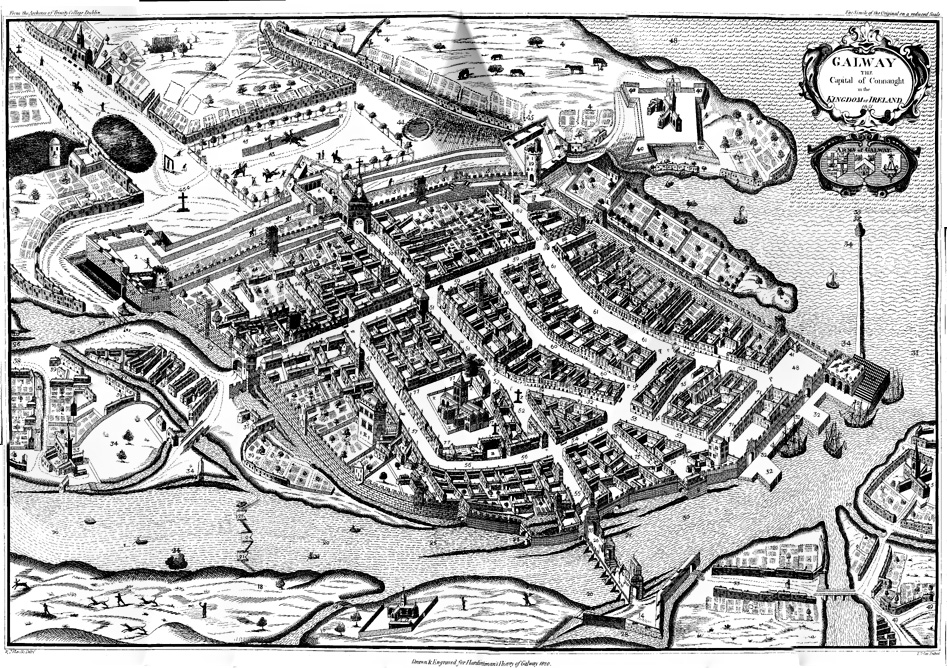
La ville fortifiée de Galway en 1651. Ce fut la dernière place forte irlandaise à tomber aux mains des Parlementaires en 1652.

## Opérations de guérilla
Ce fut la fin de la résistance organisée irlandaise, mais les clauses de la capitulation étaient si dures que plusieurs petites unités de troupes irlandaises, qui furent baptisées "tories", continuèrent à mener  des actions de guérilla. Les tories, qui étaient généralement des anciens soldats confédérés, opéraient à partir de régions accidentées, comme les montagnes Wicklow, attaquant des groupes vulnérables  de soldats parlementaires et pillant leurs provisions. En réponse, les Parlementaires expulsèrent de force les populations civiles des zones qui aidaient les tories et brûlèrent les récoltes. Ces combats engendrèrent donc une famine à l'échelle du pays, aggravée encore par l'apparition de la peste bubonique. Les dernières troupes irlandaises organisées se rendirent à Cavan en avril 1653, lorsque les partisans de Cromwell acceptèrent de les laisser partir pour servir dans l'armée française, la cour de Charles Ier étant en exil en France. Pourtant toute troupe capturée pendant cette phase de la guerre était soit exécutée soit déportée dans des colonies pénales des Indes occidentales. Mais même après la capitulation officielle, l'Irlande demeura la proie d'une violence à petite échelle pendant le reste des années 1650.

## Coût de ces guerres
Les pertes humaines dues à ce conflit furent énormes. William Petty, un Cromwellien, qui mena la première étude scientifique et démographique de l'Irlande dans les années 1650 ("Down Survey"), conclut qu'au moins 400 000 personnes, et peut-être jusqu'à 620 000, moururent en Irlande entre 1641 et 1653. Il se peut que les chiffres réels soient inférieurs, mais ils ne peuvent être en dessous  de 200 000, ce qui est considérable dans un pays qui comptait environ 1,5 million d'habitants. Il a été estimé qu'environ les deux tiers des victimes étaient des civils. La défaite irlandaise conduisit à la confiscation massive des terres appartenant aux Irlandais catholiques, et la domination britannique protestante dura deux siècles.
La culture irlandaise garda longtemps le souvenir de ces guerres, surtout celui de la conquête cromwellienne. La poésie gaélique d'après la conquête se lamente sur le manque d'unité des irlandais catholiques lors de la Confédération et sur les perpétuels conflits internes, qui sont considérés comme responsables de l'échec à résister à Cromwell. Les autres thèmes communs sont le deuil de la classe des anciens propriétaires terriens irlandais, qui disparut pendant les guerres, et la cruauté des forces parlementaires.

## Sources
- Padraig Lenihan, Confederate Catholics at War, Cork 2001
- Jane Ohlmeyer, John Keegan (ed’s), The Civil Wars, Oxford 1998.
- G.A. Hayes McCoy, Irish Battles, Belfast 1990.
- James Scott Wheeler, Cromwell in Ireland, New York 1999